# 이호진 (기업인)
이호진(1962년 11월 12일 ~ , 부산광역시)은 태광그룹의 회장을 역임한 대한민국의 기업인이다.
태광그룹의 창업주인 고 이임용 전 회장의 3남으로 태어났다. 흥국생명 상무이사, 태광산업 대표이사 사장, 대한화섬 대표이사 사장 등을 거쳐 2004년부터 2012년까지 태광그룹 회장을 지냈다. 1천400억원대 횡령과 배임 혐의로 2011년 1월 31일 모친과 함께 구속 기소되었고, 3월 24일 구속집행정지결정으로 석방됐다. 1심에서 징역 4년 6월, 항소심에서도 모친과 함께 1심과 같은 형을 선고받았다. 항소심 중 병보석으로 풀려났으며 실제로 구치소 수감기간은 63일이다.
현재는 태광그룹의 최대주주이다.
2018년 12월 14일 형집형정지 취소로 교도소 재수감되었다가, 2021년 만기 출소했다.

## 학력
- 대원고등학교 (서울)
- 서울대학교 경제학과
- 코넬대학교 경영대학원 경영학 석사
- 뉴욕대학교 대학원 경제학 박사과정 수료